# Реймонд (Альберта)
Реймонд (англ. Raymond) — містечко в Канаді, у провінції Альберта, у складі муніципального району Ворнер № 5.

## Населення
За даними перепису 2016 року, містечко нараховувало 3708 осіб, показавши скорочення на 0,9%, порівняно з 2011-м роком. Середня густина населення становила 557,1 осіб/км².
З офіційних мов обидвома одночасно володіли 115 жителів, тільки англійською — 3 510, тільки французькою — 5. Усього 100 осіб вважали рідною мовою не одну з офіційних.
Працездатне населення становило 1 565 осіб (61,9% усього населення), рівень безробіття — 5,4% (8,2% серед чоловіків та 2,1% серед жінок). 86,9% осіб були найманими працівниками, а 12,1% — самозайнятими.
Середній дохід на особу становив $42 100 (медіана $31 312), при цьому для чоловіків — $52 648, а для жінок $31 863 (медіани — $46 016 та $22 912 відповідно).
30,6% мешканців мали закінчену шкільну освіту, не мали закінченої шкільної освіти — 20,4%, 49% мали післяшкільну освіту, з яких 27,4% мали диплом бакалавра, або вищий, 15 осіб мали вчений ступінь.
| Статево-вікова структура населення | Статево-вікова структура населення | Статево-вікова структура населення | Статево-вікова структура населення | Статево-вікова структура населення |
| ---------------------------------- | ---------------------------------- | ---------------------------------- | ---------------------------------- | ---------------------------------- |
|                                    |                                    |                                    |                                    |                                    |
| Всього                             | Всього                             | 50,8%49,2%                         |                                    |                                    |
| 0 — 14 років                       | 0 — 14 років                       |                                    | 27,2%                              | 27,2%                              |
| 15 — 64 років                      | 15 — 64 років                      |                                    | 56,9%                              | 56,9%                              |
| 65 і більше                        | 65 і більше                        |                                    | 15,9%                              | 15,9%                              |
| 85 і більше                        | 85 і більше                        |                                    | 2,3%                               | 2,3%                               |
| Середній вік (років)               | Середній вік (років)               | 36,036,6                           | 36,3                               | 36,3                               |
| Медіана (років)                    | Медіана (років)                    | 33,535,1                           | 34,2                               | 34,2                               |
| — чоловіки — жінки                 |                                    |                                    |                                    |                                    |

| Походження мешканців:     | Походження мешканців:     | Походження мешканців: | Походження мешканців: | Походження мешканців: |
| ------------------------- | ------------------------- | --------------------- | --------------------- | --------------------- |
| Походження                |                           |                       | осіб                  | %                     |
| Корінні американці        | Корінні американці        |                       | 375                   | 10.11%                |
| Інше північноамериканське | Інше північноамериканське |                       | 1 365                 | 36.81%                |
| Європейське               | Європейське               |                       | 2 995                 | 80.77%                |
| британське                | британське                |                       | 2 240                 | 60.41%                |
| французьке                | французьке                |                       | 480                   | 12.94%                |
| українське                | українське                |                       | 85                    | 2.29%                 |
| Латинськоамериканське     | Латинськоамериканське     |                       | 40                    | 1.08%                 |
| Карибське                 | Карибське                 |                       | 15                    | 0.4%                  |
| Африканське               | Африканське               |                       | 30                    | 0.81%                 |
| Азійське                  | Азійське                  |                       | 140                   | 3.78%                 |
| Океанійське               | Океанійське               |                       | 100                   | 2.7%                  |

| Зайнятість населення за галузями (за класифікацією NOC): | Зайнятість населення за галузями (за класифікацією NOC): | Зайнятість населення за галузями (за класифікацією NOC): | Зайнятість населення за галузями (за класифікацією NOC): | Зайнятість населення за галузями (за класифікацією NOC): |
| -------------------------------------------------------- | -------------------------------------------------------- | -------------------------------------------------------- | -------------------------------------------------------- | -------------------------------------------------------- |
|                                                          |                                                          |                                                          |                                                          |                                                          |
| Управління                                               | Управління                                               |                                                          | 9,7%                                                     | 9,7%                                                     |
| Бізнес, фінанси та адміністрування                       | Бізнес, фінанси та адміністрування                       |                                                          | 10,3%                                                    | 10,3%                                                    |
| Природничі та прикладні науки                            | Природничі та прикладні науки                            |                                                          | 2,9%                                                     | 2,9%                                                     |
| Охорона здоров'я                                         | Охорона здоров'я                                         |                                                          | 11,9%                                                    | 11,9%                                                    |
| Освіта, правозахист, муніципальні та урядові служби      | Освіта, правозахист, муніципальні та урядові служби      |                                                          | 12,9%                                                    | 12,9%                                                    |
| Мистецтво, культура, відпочинок та спорт                 | Мистецтво, культура, відпочинок та спорт                 |                                                          | 4,5%                                                     | 4,5%                                                     |
| Роздрібна торгівля та послуги                            | Роздрібна торгівля та послуги                            |                                                          | 20,3%                                                    | 20,3%                                                    |
| Гуртова торгівля, транспорт та обладнання                | Гуртова торгівля, транспорт та обладнання                |                                                          | 20%                                                      | 20%                                                      |
| Природні ресурси, сільське господарство                  | Природні ресурси, сільське господарство                  |                                                          | 5,2%                                                     | 5,2%                                                     |
| Виробництво                                              | Виробництво                                              |                                                          | 2,3%                                                     | 2,3%                                                     |

## Клімат
Середня річна температура становить 5,9°C, середня максимальна – 23,6°C, а середня мінімальна – -14,5°C. Середня річна кількість опадів – 401 мм.
| Клімат поселення                              | Клімат поселення | Клімат поселення | Клімат поселення | Клімат поселення | Клімат поселення | Клімат поселення | Клімат поселення | Клімат поселення | Клімат поселення | Клімат поселення | Клімат поселення | Клімат поселення | Клімат поселення |
| Показник                                      | Січ.             | Лют.             | Бер.             | Квіт.            | Трав.            | Черв.            | Лип.             | Серп.            | Вер.             | Жовт.            | Лист.            | Груд.            |                  |
| Середній максимум, °C                         | −0,8             | 2,66             | 7,16             | 13,17            | 18,23            | 22,11            | 23,58            | 23,43            | 18,42            | 13,20            | 5,00             | 0,14             |                  |
| Середня температура, °C                       | −7,62            | −4,21            | 0,30             | 6,30             | 11,40            | 15,28            | 17,79            | 17,64            | 12,64            | 7,45             | −0,76            | −5,65            |                  |
| Середній мінімум, °C                          | −14,46           | −11,04           | −6,53            | −0,51            | 4,54             | 8,40             | 12,01            | 11,85            | 6,85             | 1,68             | −6,54            | −11,43           |                  |
| Норма опадів, мм                              | 18               | 13               | 24               | 32               | 58               | 78               | 41               | 43               | 39               | 21               | 17               | 17               |                  |
| Середньомісячна швидкість вітру, м/с          | 4.76             | 4.41             | 4.70             | 4.70             | 4.50             | 4.20             | 3.70             | 3.60             | 3.90             | 4.60             | 4.82             | 4.80             |                  |
| Середньомісячна сонячна радіація, кДж/м²·день | 4489             | 8003             | 13157            | 17332            | 20955            | 22338            | 23843            | 20477            | 14701            | 8922             | 4825             | 3648             |                  |
| --------------------------------------------- | ---------------- | ---------------- | ---------------- | ---------------- | ---------------- | ---------------- | ---------------- | ---------------- | ---------------- | ---------------- | ---------------- | ---------------- | ---------------- |
| Джерело:                                      |                  |                  |                  |                  |                  |                  |                  |                  |                  |                  |                  |                  |                  |